# Aechmea tonduzii
Espèce
Classification phylogénétique
Synonymes
- Pothuava tonduzii (Mez & Pittier) L.B.Sm. & W.J.Kress

Aechmea tonduzii est une espèce de plantes à fleurs de la famille des Bromeliaceae présente du Costa Rica à l'Équateur.

## Synonymes
- Pothuava tonduzii (Mez & Pittier) L.B.Sm. & W.J.Kress[1].

## Distribution
L'espèce se rencontre au Costa Rica, au Panama, en Colombie et en Équateur.

## Description
L'espèce est épiphyte.